# Южноафриканский (трансваальский) фунт
Южноафриканский фунт (африк. Suid-Afrikaanse Pond) — денежная единица бурской Южно-Африканской Республики (Республики Трансвааль) в 1874—1902 годах.

## История
Казначейство ЮАР начало выпуск бумажных денежных знаков в 1865 году. Банкноты первого выпуска были номинированы в риксдолларах. Со второго выпуска (с 1866 года) банкноты выпускались в шиллингах и фунтах стерлингов (африк. Pond sterling). Банкноты третьего выпуска выпущены в 1868—1870 годах, четвёртого — в 1871—1872 годах.
В 1874 году объявлено о введении собственной денежной единицы — фунта, равного фунту стерлингов. В том же году отчеканены золотые монеты в 1 фунт.
В 1891 году начат выпуск банкнот Национального банка Южно-Африканской Республики, а в 1892 году возобновлена чеканка монет. Серебряные монеты чеканились по 1897 год, бронзовые — по 1898.
В 1900-м году фунт ЮАР объявлен законным платёжным средством другой бурской республики — Оранжевого Свободного Государства.
В 1900-м году, во время Второй англо-бурской войны, начат выпуск банкнот правительства (африк. Gouvernements noot). В том же году на территории Трансвааля начат выпуск банкнот частных банков британской Южной Африки: Африканской банковской корпорации, Банка Африки, Национального банка Южной Африки и др. В 1902 году небольшим тиражом отчеканены последние золотые монеты бурской ЮАР.

## Монеты и банкноты

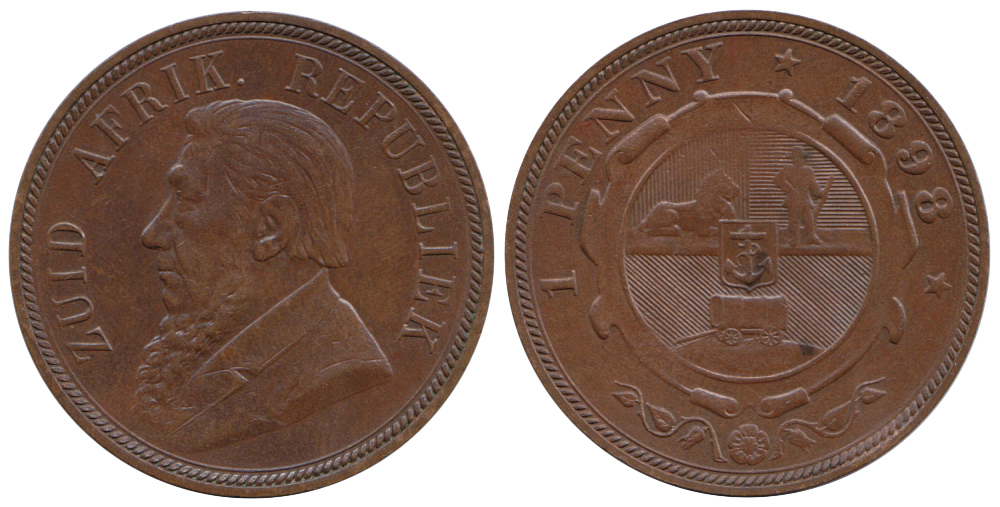
Пенни 1898 года. Бронза, на аверсе портрет президента Пауля Крюгера.

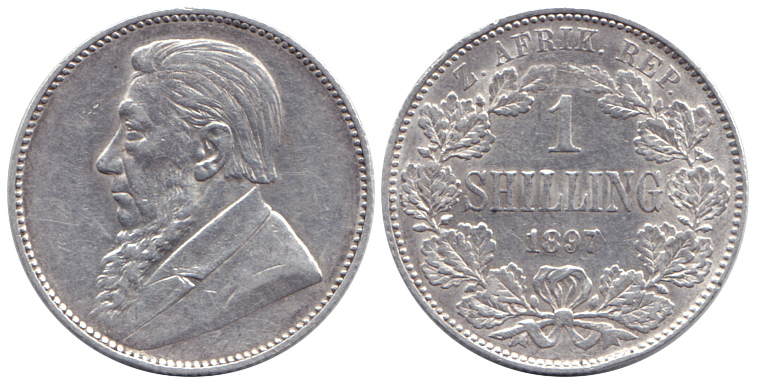
Шиллинг 1897 года, серебро.

Чеканились монеты в 1, 3, 6 пенсов, 1, 2, 21⁄2, 5 шиллингов, 1⁄2, 1 фунт. Монеты в 1 пенни изготавливались из бронзы, полуфунты и фунты из золота 917 пробы, все остальные — из стерлингового серебра. Вес и размер монет копировал аналогичные по номиналу монеты Великобритании. Гравёр — немецкий медальер и резчик монетных штемпелей Отто Шультце (1848—1911).
Выпускались банкноты:
- Национального банка — в 1, 5, 10, 20, 50, 100 фунтов,
- Правительства — в 1, 5, 10, 20, 50, 100 фунтов[5].